# Зеевен (Швиц)
Зевен (нем. Seewen) — населённый пункт в Швейцарии, в кантоне Швиц.
Входит в состав округа Швиц. Находится в составе коммуны Швиц. Население составляет 3500 человек (на 2007 год).